# Campionati europei di atletica leggera 1978 - Lancio del martello
La gara del lancio del martello maschile si è tenuta il 1° e 2 settembre.

## Risultati

### Qualificazione
| Pos | Nome               | Nazione          | Misura | Note |
| --- | ------------------ | ---------------- | ------ | ---- |
| 1   | Roland Steuk       | Germania Est     | 73.22  | Q    |
| 2   | Karl-Hans Riehm    | Germania Ovest   | 73.06  | Q    |
| 3   | Giampaolo Urlando  | Italia           | 73.04  | Q    |
| 4   | Detlef Gerstenberg | Germania Est     | 72.80  | Q    |
| 5   | Yuriy Sedykh       | Unione Sovietica | 71.36  | Q    |
| 6   | Boris Zaychuk      | Unione Sovietica | 71.34  | Q    |
| 7   | Manfred Hüning     | Germania Ovest   | 71.18  | Q    |
| 8   | Klaus Ploghaus     | Germania Ovest   | 70.86  | Q    |
| 9   | Jochen Sachse      | Germania Est     | 70.62  | Q    |
| 10  | Edoardo Podberscek | Italia           | 70.26  | Q    |
| 11  | Gábor Tamás        | Ungheria         | 70.04  | Q    |
| 12  | Harri Huhtala      | Finlandia        | 69.84  | Q    |
| 13  | Orlando Bianchini  | Italia           | 69.78  |      |
| 14  | Emanuil Dulgherov  | Bulgaria         | 68.96  |      |
| 15  | Aleksey Malyukov   | Unione Sovietica | 68.78  |      |
| 16  | Richard Olsen      | Norvegia         | 68.56  |      |
| 17  | Jacques Accambray  | Francia          | 67.78  |      |
| 18  | Philippe Suriray   | Francia          | 66.78  |      |
| 19  | Radomil Skoumal    | Cecoslovacchia   | 65.44  |      |
| 20  | Chris Black        | Regno Unito      | 63.54  |      |

### Finale
| Pos | Nome               | Nazione          | Misura | Note |
| --- | ------------------ | ---------------- | ------ | ---- |
| 1   | Yuriy Sedykh       | Unione Sovietica | 77.28  | CR   |
| 2   | Roland Steuk       | Germania Est     | 77.24  |      |
| 3   | Karl-Hans Riehm    | Germania Ovest   | 77.02  |      |
| 4   | Detlef Gerstenberg | Germania Est     | 76.70  |      |
| 5   | Manfred Hüning     | Germania Ovest   | 76.46  |      |
| 6   | Boris Zaychuk      | Unione Sovietica | 75.62  |      |
| 7   | Edoardo Podberscek | Italia           | 73.02  |      |
| 8   | Giampaolo Urlando  | Italia           | 72.62  |      |
| 9   | Jochen Sachse      | Germania Est     | 71.56  |      |
| 10  | Gábor Tamás        | Ungheria         | 70.72  |      |
| 11  | Harri Huhtala      | Finlandia        | 69.92  |      |
| 12  | Klaus Ploghaus     | Germania Ovest   | 69.30  |      |